# Proisotoma
Proisotoma är ett släkte av urinsekter. Proisotoma ingår i familjen Isotomidae.

## Dottertaxa tillProisotoma, i alfabetisk ordning[1][2]
- Proisotoma aera
- Proisotoma alpa
- Proisotoma antigua
- Proisotoma bayouensis
- Proisotoma beta
- Proisotoma buddenrocki
- Proisotoma bulba
- Proisotoma bulbosa
- Proisotoma clavipila
- Proisotoma crassicauda
- Proisotoma dubia
- Proisotoma ewingi
- Proisotoma excavata
- Proisotoma extra
- Proisotoma frisoni
- Proisotoma immersa
- Proisotoma laticauda
- Proisotoma libra
- Proisotoma macgillivaryi
- Proisotoma mackenziana
- Proisotoma minima
- Proisotoma minuta
- Proisotoma muskegis
- Proisotoma obsoleta
- Proisotoma rainieri
- Proisotoma ripicola
- Proisotoma schoetti
- Proisotoma sepulchralis
- Proisotoma subminuta
- Proisotoma tenella
- Proisotoma titusi
- Proisotoma turberculatum
- Proisotoma veca
- Proisotoma vernoga
- Proisotoma vesiculata
- Proisotoma vetusta
- Proisotoma woodi